# Gabriel Ruiz Díaz
Gabriel Alejandro Ruiz Díaz (Buenos Aires; 19 de abril de 1975-Santa Fe, Argentina; 23 de enero de 2021) fue un músico y bajista argentino, y uno de los miembros fundadores de la banda Catupecu Machu junto con su hermano, Fernando Ruiz Díaz. Se encontraba inactivo desde 2006, cuando perdió la movilidad en un accidente automovilístico. Falleció en enero de 2021.

## Biografía

### Carrera con Catupecu Machu
El 19 de abril de 1994, los hermanos Ruiz Díaz formaron en Villa Luro la banda Catupecu Machu. Aunque existen diferentes versiones sobre el origen del nombre, una es que surgió durante una exposición en el colegio secundario, refiriéndose a un supuesto animal oriundo de África.
Editaron diversos temas hasta que en 1997 lanzan su primer disco oficial, Dale!. Este disco incluía temas que ya habían sido grabados en las maquetas anteriores y algunos inéditos. Al año siguiente editaron un disco en vivo titulado A morir!!!.
A principios de 2000 firmaron un contrato con la compañía discográfica EMI-Odeón S.A.I.C., por el cual grabaron su siguiente disco Cuentos decapitados. Algunos de los temas incluidos fueron «Y lo que quiero es que pises sin el suelo», «Eso vive» y «Entero o a pedazos».
Dos años después editaron Cuadros dentro de cuadros, un disco más experimental. Gabriel no tocó el bajo sino que estuvo detrás de los samplers y los efectos por computadora. Además fue el primer disco del nuevo baterista de la banda, Javier Herrlein.
El último álbum grabado por Gabriel fue El Número Imperfecto, que salió a la venta el 4 de noviembre de 2004. Este nuevo álbum contó con la incorporación de Martín Macabre González en samplers, sintetizadores y computadoras.

### Accidente, rehabilitación y fallecimiento
Gabriel Ruiz Díaz conducía su automóvil en la madrugada del 31 de marzo de 2006, cuando colisionó contra un árbol en cercanías del Zoológico de Buenos Aires. En el vehículo viajaba como acompañante el cantante del grupo Cabezones, César Andino. Según el relato de Andino habían salido de un club nocturno en el cual no habían tomado alcohol y perdieron el control del auto en una curva.
Gabriel sufrió lesiones múltiples, las cuales incluyeron un traumatismo craneoencefálico grave. Permaneció internado más de seis meses en las unidades de Terapia Intensiva e Intermedia del Hospital General de Agudos Dr. Juan A. Fernández de la Ciudad de Buenos Aires, hasta que el 10 de octubre de 2006 fue trasladado para iniciar su rehabilitación a una institución privada de la localidad de Escobar. En 2007 pronunció sus primeras dos palabras luego del accidente.
En 2011 reapareció en público en un recital de Catupecu Machu.
En 2014, en un comunicado de Catupecu Machu se mencionó que Gabriel se encontraba estable y que presentaba avances positivos gracias a la rehabilitación y musicoterapia que recibía.
Su hermano Fernando, ex vocalista de Catupecu Machu, indicó en las redes sociales, que en la mañana del 23 de enero de 2021 Gabriel había fallecido en su casa de la provincia de Santa Fe, donde vivía hacía tiempo con su mamá, su hermana y su acompañante terapéutica.

## En la cultura popular
La banda Attaque 77 realizó una canción llamada «Sangre», incluida en el álbum Karmagedon dedicada a los hermanos Ruiz Díaz, relatando el momento que pasaron luego del accidente de Gabriel.

Mi voz te llama, te estoy hablando, nunca me dejes, ampárame... Cuando despiertes voy a estar a tu lado, seré lo primero que vos veas. Debe ser que en otra vida también fuimos hermanos.
 Attaque 77

## Discografía
- 1997 - Dale!
- 1998 - A morir!!!
- 2000 - Cuentos decapitados
- 2002 - Eso vive (DVD)
- 2002 - Cuadros dentro de cuadros
- 2004 - El número imperfecto
- 2007 - Laberintos entre aristas y dialectos (en el disco II, grabado en vivo en 2006)